# Teinobasis filiformis
Teinobasis filiformis – gatunek ważki z rodziny łątkowatych (Coenagrionidae).